# ATP Bologna Outdoor 1997 - Qualificazioni singolare
Le qualificazioni del singolare  dell'ATP Bologna Outdoor 1997 sono state un torneo di tennis preliminare per accedere alla fase finale della manifestazione. I vincitori dell'ultimo turno sono entrati di diritto nel tabellone principale. In caso di ritiro di uno o più giocatori aventi diritto a questi sono subentrati i lucky loser, ossia i giocatori che hanno perso nell'ultimo turno ma che avevano una classifica più alta rispetto agli altri partecipanti che avevano comunque perso nel turno finale.
Le qualificazioni del torneo ATP Bologna Outdoor 1997 prevedevano 32 partecipanti di cui 4 sono entrati nel tabellone principale.

## Teste di serie
1. Fernando Vicente (primo turno)
2. Răzvan Sabău (primo turno)
3. Gabriel Silberstein (ultimo turno)
4. Jacobo Diaz-Ruiz (Qualificato)

1. Alberto Martín (Qualificato)
2. Andrej Merinov (ultimo turno)
3. Julián Alonso (secondo turno)
4. Frédéric Fontang (primo turno)

## Qualificati
1. Joaquín Muñoz Hernández
2. Christophe Van Garsse

1. Alberto Martín
2. Jacobo Diaz-Ruiz

## Tabellone

### Legenda
| - Q = Qualificato - WC = Wild card - LL = Lucky loser | - ALT = Alternate - SE = Special Exempt - PR = Protected Ranking | - w/o = Walkover - r = Ritirato - d = Squalificato |

### Sezione 1
|  | Primo turno      | Primo turno             | Primo turno    | Primo turno | Primo turno |  |  | Secondo turno           | Secondo turno           | Secondo turno           | Secondo turno           | Secondo turno           |   |   | Ultimo turno | Ultimo turno | Ultimo turno | Ultimo turno | Ultimo turno |  |
|  |                  |                         |                |             |             |  |  |                         |                         |                         |                         |                         |   |   |              |              |              |              |              |  |
|  |                  | Giorgio Galimberti      | 6              | 3           | 6           |  |  |                         |                         |                         |                         |                         |   |   |              |              |              |              |              |  |
|  | 1                | Fernando Vicente        | 3              | 6           | 3           |  |  | Giorgio Galimberti      | Giorgio Galimberti      | Giorgio Galimberti      | 5                       | 4                       |   |   |              |              |              |              |              |  |
|  | Mark Joachim     | Mark Joachim            | Mark Joachim   | 6           | 6           |  |  | Mark Joachim            | Mark Joachim            | Mark Joachim            | 7                       | 6                       |   |   |              |              |              |              |              |  |
|  | Silvio Scaiola   | Silvio Scaiola          | Silvio Scaiola | 4           | 4           |  |  |                         |                         |                         |                         |                         |   |   | Mark Joachim | Mark Joachim | Mark Joachim | 1            | 3            |  |
|  | Daniele Balducci | Daniele Balducci        | 6              | 1           | 6           |  |  |                         |                         | Joaquín Muñoz Hernández | Joaquín Muñoz Hernández | Joaquín Muñoz Hernández | 6 | 6 |              |              |              |              |              |  |
|  | Paolo Pambianco  | Paolo Pambianco         | 2              | 6           | 4           |  |  | Daniele Balducci        | Daniele Balducci        | Daniele Balducci        | 3                       | 0                       |   |   |              |              |              |              |              |  |
|  |                  | Joaquín Muñoz Hernández | 1              | 6           | 6           |  |  | Joaquín Muñoz Hernández | Joaquín Muñoz Hernández | Joaquín Muñoz Hernández | 6                       | 6                       |   |   |              |              |              |              |              |  |
|  | 8                | Frédéric Fontang        | 6              | 4           | 2           |  |  |                         |                         |                         |                         |                         |   |   |              |              |              |              |              |  |

### Sezione 2
|  | Primo turno        | Primo turno           | Primo turno           | Primo turno | Primo turno |  |  | Secondo turno         | Secondo turno         | Secondo turno         | Secondo turno | Secondo turno |   |   | Ultimo turno          | Ultimo turno          | Ultimo turno          | Ultimo turno | Ultimo turno |  |
|  |                    |                       |                       |             |             |  |  |                       |                       |                       |               |               |   |   |                       |                       |                       |              |              |  |
|  |                    | Christophe Van Garsse | Christophe Van Garsse | 6           | 6           |  |  |                       |                       |                       |               |               |   |   |                       |                       |                       |              |              |  |
|  | 2                  | Răzvan Sabău          | Răzvan Sabău          | 3           | 1           |  |  | Christophe Van Garsse | Christophe Van Garsse | Christophe Van Garsse | 6             | 6             |   |   |                       |                       |                       |              |              |  |
|  | Jordi Burillo      | Jordi Burillo         | Jordi Burillo         | 7           | 6           |  |  | Jordi Burillo         | Jordi Burillo         | Jordi Burillo         | 3             | 2             |   |   |                       |                       |                       |              |              |  |
|  | Álex López Morón   | Álex López Morón      | Álex López Morón      | 6           | 1           |  |  |                       |                       |                       |               |               |   |   | Christophe Van Garsse | Christophe Van Garsse | Christophe Van Garsse | 7            | 7            |  |
|  | Ramón Delgado      | Ramón Delgado         | Ramón Delgado         | 6           | 6           |  |  |                       |                       | Ramón Delgado         | Ramón Delgado | Ramón Delgado | 6 | 5 |                       |                       |                       |              |              |  |
|  | João Cunha e Silva | João Cunha e Silva    | João Cunha e Silva    | 3           | 3           |  |  |                       | Ramón Delgado         | Ramón Delgado         | 6             | 7             |   |   |                       |                       |                       |              |              |  |
|  | 7                  | Julián Alonso         | Julián Alonso         | 6           | 6           |  |  | 7                     | Julián Alonso         | Julián Alonso         | 4             | 6             |   |   |                       |                       |                       |              |              |  |
|  |                    | Daniele Musa          | Daniele Musa          | 3           | 2           |  |  |                       |                       |                       |               |               |   |   |                       |                       |                       |              |              |  |

### Sezione 3
|  | Primo turno         | Primo turno         | Primo turno         | Primo turno | Primo turno |  |  | Secondo turno | Secondo turno       | Secondo turno | Secondo turno  | Secondo turno |   |   | Ultimo turno | Ultimo turno        | Ultimo turno | Ultimo turno | Ultimo turno |  |
|  |                     |                     |                     |             |             |  |  |               |                     |               |                |               |   |   |              |                     |              |              |              |  |
|  | 3                   | Gabriel Silberstein | Gabriel Silberstein | 6           | 6           |  |  |               |                     |               |                |               |   |   |              |                     |              |              |              |  |
|  |                     | Marco Pontarin      | Marco Pontarin      | 4           | 3           |  |  | 3             | Gabriel Silberstein | 3             | 6              | 6             |   |   |              |                     |              |              |              |  |
|  | Federico Luzzi      | Federico Luzzi      | Federico Luzzi      | 6           | 7           |  |  |               | Federico Luzzi      | 6             | 1              | 1             |   |   |              |                     |              |              |              |  |
|  | Cyril Buscaglione   | Cyril Buscaglione   | Cyril Buscaglione   | 4           | 6           |  |  |               |                     |               |                |               |   |   | 3            | Gabriel Silberstein | 2            | 6            | 3            |  |
|  | Christian Vinck     | Christian Vinck     | Christian Vinck     | 6           | 6           |  |  |               |                     | 5             | Alberto Martín | 6             | 3 | 6 |              |                     |              |              |              |  |
|  | Stefano Pescosolido | Stefano Pescosolido | Stefano Pescosolido | 3           | 2           |  |  |               | Christian Vinck     | 6             | 5              | 5             |   |   |              |                     |              |              |              |  |
|  | 5                   | Alberto Martín      | Alberto Martín      | 6           | 6           |  |  | 5             | Alberto Martín      | 2             | 7              | 7             |   |   |              |                     |              |              |              |  |
|  |                     | Borut Urh           | Borut Urh           | 2           | 3           |  |  |               |                     |               |                |               |   |   |              |                     |              |              |              |  |

### Sezione 4
|  | Primo turno        | Primo turno                | Primo turno      | Primo turno | Primo turno |  |  | Secondo turno | Secondo turno      | Secondo turno    | Secondo turno  | Secondo turno  |   |   | Ultimo turno | Ultimo turno     | Ultimo turno     | Ultimo turno | Ultimo turno |  |
|  |                    |                            |                  |             |             |  |  |               |                    |                  |                |                |   |   |              |                  |                  |              |              |  |
|  | 4                  | Jacobo Diaz-Ruiz           | Jacobo Diaz-Ruiz | 6           | 6           |  |  |               |                    |                  |                |                |   |   |              |                  |                  |              |              |  |
|  |                    | Arnaud Clément             | Arnaud Clément   | 0           | 4           |  |  | 4             | Jacobo Diaz-Ruiz   | Jacobo Diaz-Ruiz | 6              | 7              |   |   |              |                  |                  |              |              |  |
|  | Márcio Carlsson    | Márcio Carlsson            | 6                | 1           | 6           |  |  |               | Márcio Carlsson    | Márcio Carlsson  | 3              | 6              |   |   |              |                  |                  |              |              |  |
|  | Florian Allgauer   | Florian Allgauer           | 2                | 6           | 0           |  |  |               |                    |                  |                |                |   |   | 4            | Jacobo Diaz-Ruiz | Jacobo Diaz-Ruiz | 6            | 6            |  |
|  | Sébastien Grosjean | Sébastien Grosjean         | 4                | 6           | 6           |  |  |               |                    | 6                | Andrej Merinov | Andrej Merinov | 2 | 2 |              |                  |                  |              |              |  |
|  | Miles Maclagan     | Miles Maclagan             | 6                | 3           | 4           |  |  |               | Sébastien Grosjean | 6                | 4              | 2              |   |   |              |                  |                  |              |              |  |
|  | 6                  | Andrej Merinov             | 6                | 4           | 7           |  |  | 6             | Andrej Merinov     | 4                | 6              | 6              |   |   |              |                  |                  |              |              |  |
|  |                    | Salvador Navarro-Gutierrez | 1                | 6           | 6           |  |  |               |                    |                  |                |                |   |   |              |                  |                  |              |              |  |